# Young Stribling
Pour les articles homonymes, voir Stribling.
Young Stribling est un boxeur américain né le 26 décembre 1904 à Bainbridge, Géorgie, et mort le 3 octobre 1933 dans un accident de la circulation à Macon (Géorgie).

## Carrière
Il échoue par 3 fois dans sa tentative de conquérir un titre de champion du monde: en mi lourds contre Mike McTigue le 4 octobre 1923 (match nul) et Paul Berlenbach le 10 juin 1926 puis en poids lourds contre Max Schmeling le 3 juillet 1931.

## Distinctions
- Schmeling - Stribling est élu combat de l'année en 1931 par Ring Magazine.
- Young Stribling est membre de l'International Boxing Hall of Fame depuis 1996[4].